# Monte Clark Cup
La Monte Clark Cup ((RU)  Кубок Монте Кларка) è una associazione sportiva che organizza l'omonimo campionato di football americano; ha sostituito la Eastern League of American Football e la Baltic Sea League. Raggruppa squadre bielorusse, estoni, lettoni, lituane, russe e ucraine.

## Formula
Il campionato viene disputato nella formula a girone unico con play-off e finale.

## Team partecipanti
In grassetto i team che partecipano alla stagione in corso (o all'ultima stagione).
| Team                          | Numero Partecipazioni | Miglior piazzamento Stagione regolare | Partecipazioni Play Off | Titoli vinti |
| ----------------------------- | --------------------- | ------------------------------------- | ----------------------- | ------------ |
| Brest Sentinels               | 1                     | 2° 2017 (Division B)                  | 1                       | 0            |
| Grodno Barbarians             | 1                     | 3° 2017 (Division B)                  | 0                       | 0            |
| Kaliningrad Amber Hawks       | 2                     | 4° 2017 (Division A)                  | 0                       | 0            |
| Kiev Capitals                 | 1                     | 1° 2018                               | 1                       | 0            |
| Kiev Patriots                 | 1                     | 7° 2018                               | 0                       | 0            |
| Kiev Rebels                   | 1                     | 1° 2017 (Division B)                  | 1                       | 0            |
| Minsk Moose                   | 1                     | 5° 2017 (Division B)                  | 0                       | 0            |
| Minsk Pagans                  | 1                     | 4° 2017 (Division B)                  | 0                       | 0            |
| Minsk Zubrs                   | 2                     | 1° 2017 (Division A)                  | 2                       | 1            |
| Moscow Spartans               | 1                     | 2° 2018                               | 1                       | 1            |
| Sankt Petersburg North Legion | 1                     | 4° 2018                               | 1                       | 0            |
| Tartu Titans                  | 2                     | 2° 2017 (Division A)                  | 1                       | 0            |
| Vilnius Iron Wolves           | 2                     | 3° 2017 (Division A)                  | 0                       | 0            |
| Vitebsk Lynxes                | 1                     | 5° 2017 (Division A)                  | 0                       | 0            |

Numero di partecipazioni aggiornato all'edizione 2018.

## Albo d'oro
| Stagione | Luogo                      | Titolo | Vincitore       | Risultato | Avversario    |
| -------- | -------------------------- | ------ | --------------- | --------- | ------------- |
| 2017     | Minsk                      | I      | Minsk Zubrs     | 42 - 6    | Tartu Titans  |
| 2018     | Minsk Baza Otdicha Ratomka | II     | Moscow Spartans | 44 - 24   | Kiev Capitals |